# Ипсилон Андромеды b
Ипсилон Андромеды b или Саффар — экзопланета, также иногда именуемая Ипсилон Андромеды Ab (чтобы отличить от красного карлика Ипсилон Андромеды B). Расположена на расстоянии приблизительно в 44 световых года в созвездии Андромеды.
Планета была обнаружена около солнцеподобной двойной звезды Ипсилон Андромеды и совершает оборот вокруг звезды всего за 5 дней. Будучи обнаруженной в июне 1996 года, эта планета один из первых известных горячих юпитеров. В планетной системе Ипсилон Андромеды эта планета самая внутренняя.
В 2010 году с помощью телескопа Спитцер астрономам удалось обнаружить горячее пятно неизвестного происхождения, расположенное на тёмной стороне планеты.